# Hardcore Italia
Hardcore Italia est un concept événementiel de techno hardcore italien lancé par le groupe The Stunned Guys et son label discographique Traxtorm Records en 2008.

## Histoire
Le concept commence sous la forme d'une émission de radio sur m2o (it), en septembre 2009. Chaque semaine, l'émission est diffusée pendant une heure. Toutefois, après un changement de ligne éditoriale au sein de m2o, l'émission se transforme en un simulcast, puis intègre l'équipe de Q-dance Radio en 2013. L'émission met en ligne depuis janvier 2011 de très nombreuses émissions en baladodiffusion, intitulées Hardcore Italia Podcast #XX, des mixes d'artistes du label Traxtorm Records.
Face au succès, Traxtorm Records décide d'expérimenter d'autres moyens d'atteindre ses auditeurs. Le concept s'étoffe donc au travers de concerts. Cette formule se popularise d'abord en Italie, puis aux Pays-Bas en intégrant des scènes au sein d'événements importants, notamment Dominator en 2010, et 2011. Par la suite, Hardcore Italia s'exporte encore en Espagne (soirée au Pont Aeri entre 2010 et 2012,,), et jusqu'en Croatie lors de l'événement Hard Island en 2015. 
Hardcore Italia fait ensuite des tournées ; en 2013 une tournée italienne baptisée The Propaganda, puis en 2014-2015 une tournée européenne baptisée Disco Inferno. Un autre événement, Hardcore Italia Showcase première édition, prend place le 24 novembre 2017 à Milan à l'occasion du Milano Music Week.

## Artistes
Les artistes souvent présents lors des événements Hardcore Italia sont les DJ italiens de Traxtorm Records : Alien T, Andy the Core, Art of Fighters, Amnesys, AniMe, DJ Mad Dog, Meccano Twins, Nico e Tetta, Placid K, Rob Gee, The Sickest Squad, Tommyknocker, Unexist et évidemment The Stunned Guys. Désignés collectivement sous le nom de Traxtorm Gangstaz Allied, ce sont les mêmes qui mixent les émissions proposées en baladodiffusion,.

## Musique
Outre les mixes baladodiffusés, Hardcore Italia a sorti un album, Yersterday, Today, Tomorrow, mixé par The Stunned Guys.